# Roger L. Jackson
Roger L. Jackson, né le 1er janvier 1957, est un acteur américain.
Il est principalement connu pour être la voix du tueur Ghostface dans la série de films Scream ainsi que dans la troisième saison de son adaptation télévisée. Il est également la voix de Mojo Jojo dans la série d'animation Les Supers Nanas, rôle qu'il reprend dans l'adaptation cinématographie puis dans le reboot de 2016.
Entre 2001 et 2003, il a été le narrateur de la série d'animation Le Livre de Winnie l'ourson. Il est également très actif dans les jeux vidéo depuis 1974.

## Biographie
Roger L. Jackson prête sa voix au tueur Ghostface dans la série de films horrifiques Scream (1996-). Il prête également sa voix au personnage en 2019, pour les besoins de la troisième saison de l'adaptation télévisée de la franchise.

## Filmographie
Note : Quand la mention « (voix) » apparaît, il s'agit d'une production en prise de vues réelles dans laquelle  Roger L. Jackson prête sa voix.

### Cinéma
- 1996 : Mars Attacks! de Tim Burton : la machine de traduction (voix)
- 1996 : Scream de Wes Craven : Ghostface (voix)
- 1997 : Scream 2 de Wes Craven : Ghostface (voix)
- 2000 : Scream 3 de Wes Craven : Ghostface (voix)
- 2000 : Titan A.E. de Don Bluth et Gary Goldman : le premier alien
- 2001 : Monkeybone de Henry Selick : Arnold the Super Reaper (voix)
- 2002 : Les Supers Nanas, le film (The Powerpuff Girls Movie) de Craig McCracken : Mojo Jojo
- 2003 : La Famille Delajungle, le film (The Wild Thornberrys Movie) de Cathy Malkasian et Jeff McGrath : Reggie / Thunder
- 2004 : La ferme se rebelle (Home on the Range) de Will Finn et John Sanford : Tommy
- 2004 : Van Helsing : Mission à Londres (Van Helsing: The London Assignment) de Sharon Bridgeman : l'homme saoul
- 2004 : Les Chroniques de Riddick : Dark Fury (The Chronicles of Riddick: Dark Fury) de Peter Chung : Junner
- 2006 : Cendrillon et le Prince (pas trop) charmant (Happily N'Ever After) de Paul J. Bolger et Yvette Kaplan : voix additionnels
- 2010 : Comme chiens et chats : La Revanche de Kitty Galore (Cats & Dogs: The Revenge of Kitty Galore) de Brad Peyton : le gros chat prisonnier (voix)
- 2011 : Scream 4 de Wes Craven : Ghostface (voix)
- 2013 : Khumba d'Anthony Silverston : Walkie Talkie / l'aigle noir
- 2017 : L'île des monstres (Isla Calaca) de Leopoldo Aguilar : Nicholas
- 2022 : Scream de Matt Bettinelli-Olpin et Tyler Gillett : Ghostface (voix)
- 2023 : Scream 6 de Matt Bettinelli-Olpin et Tyler Gillett : Ghostface (voix)

### Télévision
- 1996-2003 : Le Laboratoire de Dexter (Dexter's Laboratory) : voix additionnels
- 1998-2005 : Les Supers Nanas (The Powerpuff Girls) : Mojo Jojo / Butch / voix additionnels
- 1999 : Celebrity Deathmatch : Mel Gibson / Groucho Marx
- 2001 : Le Projet Zeta (The Zeta Project) : Richards
- 2001-2003 : Le Livre de Winnie l'ourson (The Book of Pooh) : le narrateur
- 2003-2004 : JoJo's Bizarre Adventure : Hol Horse
- 2004 : Vil Con Carne : l'imitateur de Mojo Jojo
- 2005-2006 : Robot Chicken : Ghostface / Franklin D. Roosevelt / l'homme / le narrateur / Paul Walker / Gene Okerlund
- 2006 : Nom de code : Kids Next Door (Codename: Kids Next Door) : Clownfather
- 2009-2011 : Regular Show : la voix maléfique / le bébé #1
- 2013 : La Légende de Korra (The Legend of Korra) : un nomad
- 2016-2019 : Les Super Nanas (The Powerpuff Girls) : Mojo Jojo / voix additionnels
- 2016 :  Teen Titans Go! : Mojo Jojo
- 2018 : Little Big Awesome : Mr. Sprinkles / Space Crab
- 2019 : Scream: Resurrection : Ghostface (voix)

## Ludographie

### Années 1990
- 1993 : Keio Flying Squadron : Dr. Pon Eho / Grandma / Grandpa / le narrateur / voix additionnels
- 1994 : King's Quest VII: The Princeless Bride : Cuddles / Kangaroo Rat / Three-Headed Carnivorous Plant / Snake Oil Salesman / Ghoul Kid #1
- 1996 : Keio Flying Squadron 2 : Spot Nana-Hikari / Dr. Pon Eho / Grandma / Grandpa / voix additionnels
- 1996 : Star Trek: Deep Space Nine - Harbinger : Scythians
- 1996 : Les Dossiers secrets de Sherlock Holmes : L'Affaire de la rose tatouée (The Lost Files of Sherlock Holmes: The Case of the Rose Tattoo) : Docteur Watson / Professeur Moriarty
- 1997 : Lapin Malin - Maternelle 3 (Reader Rabbit Kindergarten) : Spike
- 1998 : Clock Tower II: The Struggle Within : Bates
- 1998 : Tiger Woods '99 : l'annonceur
- 1999 : Star Wars Episode I: Racer : Ark "Bumpy" Roose / Ebe Endocott

### Années 2000
- 2000 : American McGee's Alice : Chat du Cheshire / Chapelier fou / Jabberwocky / Bill McGill / Lièvre de mars / Loir
- 2000 : Baldur's Gate II: Shadows of Amn : Keldorn
- 2000 : Jet Set Radio : voix additionnels
- 2001 : Zone of the Enders : Nohman / Axe
- 2001 : Final Fantasy X : Maester Wen Kinoc / Fayth
- 2002 : Star Wars: Racer Revenge : Kraid Nemmeso
- 2002 : Star Wars: Jedi Starfighter : Captain Orsai / Generic Toth / Pilote #1 / Nym Ground Unit
- 2002 : Star Trek: Starfleet Command III : voix additionnels
- 2002 : Shinobi : Hiruko Ubusuna vieux
- 2002 : Superman: The Man of Steel : Metallo
- 2003 : Zone of the Enders: The 2nd Runner : Nohman
- 2003 : Cyber Troopers Virtual-On Marz : le narrateur
- 2003 : Final Fantasy X-2 : Maester Wen Kinoc
- 2004 : Galleon : Rhama Sabrier
- 2004 : Les Sims 2 (The Sims 2) : voix des hommes Sims vieux
- 2004 : Blood Will Tell : Redcap
- 2004 : Star Wars: Knights of the Old Republic II - The Sith Lords : voix additionnels
- 2005 : Star Wars: Republic Commando : Automated Ship / Clone Trooper Lieutenant / Clone Troopers / Gunship Pilot
- 2005 : Jade Empire : Lord Yun
- 2005 : Rogue Galaxy : Burton Willis
- 2005 : Crash Tag Team Racing : Willie Wumpa Cheeks / Park Drones
- 2005 : Yakuza : Shintaro Fuma
- 2006 : Baten Kaitos Origins : Verus
- 2006 : Le Seigneur des anneaux : La Bataille pour la Terre du Milieu II (The Lord of the Rings: The Battle for Middle-earth II) : Gríma / Bouche de Sauron
- 2006 : Final Fantasy XII : l'empereur Gramis Gana Solidor
- 2006 : Bone : La Grande Course (Bone: The Great Cow Race) : Alvie
- 2006 : Hitman: Blood Money : Alexander Leland Cayne
- 2006 : Phantasy Star Universe : Do Vol
- 2007 : MySims : un Sims
- 2007 : Thrillville : Le Parc en folie (Thrillville: Off the Rails) : Barry Von Richtoven / Tal-8850 / Bandito Chinchilla / Robot
- 2007 : Spider-Man : Allié ou Ennemi (Spider-Man: Friend or Foe) : Bouffon vert / Lézard
- 2007 : Mass Effect : l'administrateur Anoleis / Adams / Harkin / voix additionnelles
- 2007 : Nights: Journey of Dreams : Wizeman
- 2008 : Valkyria Chronicles : Gen. Berthold Gregor / Coby Caird / Gallian Officer / Imperial Officer
- 2008 : Star Wars : Le Pouvoir de la Force (Star Wars: The Force Unleashed) : un technicien de l'Étoile de la mort
- 2008 : Spider-Man : Le Règne des ombres (Spider-Man: Web of Shadows) : Miscellaneous
- 2008 : MySims Kingdom : voix additionnels
- 2009 : Cartoon Network Universe: FusionFall : Mojo Jojo
- 2009 : MadWorld : Tengu / Shogun Kokushimuso / Man A
- 2009 : Tales of Monkey Island : Bartender / Hemlock McGee / Reginald Van Winslow
- 2009 : MySims Agents : un Sims
- 2009 : Brütal Legend : SFXs

### Années 2010
- 2010 : Mass Effect 2 : Harkin / Dr Chandana / voix additionnelles
- 2010 : Deadly Premonition : Lysander / Jack / Wesley
- 2010 : Iron Man 2 : soldat de l'AIM / agent du SHIELD
- 2010 : Bakugan: Defenders of the Core : Helios
- 2010 : Star Wars : Le Pouvoir de la Force II : Stormtrooper #2 / voix additionnelles
- 2010 : Sam and Max: The Devil's Playhouse : Skun-ka'pe / Stinky / Guardian #2 / Mole Grandpa / Ex Skun-ka'pe Minion / Charlie Ho-Tep / Abraham Lincoln / Beelzebub
- 2010 : Poker Night at the Inventory : Reginald Van Winslow
- 2010 : Retour vers le futur, le jeu (Back to the Future: The Game) : Cueball Donnely / Erhardt Brown / Hampton / Ernie Philpott / Hostile Guy
- 2011 : Alice : Retour au pays de la folie (Alice: Madness Returns) : Chat du Cheshire / Chapelier fou / Lièvre de mars / Lapin blanc / Tweedledum
- 2011 : The Elder Scrolls V: Skyrim :  voix additionnelles
- 2011 : Star Wars: The Old Republic : divers personnages
- 2011 : Law & Order: Legacies : Alexander Baran / Mr. Huang / un avocat
- 2012 : The Darkness II : Crudd / voix additionnelles
- 2012 : Mass Effect 3 : Adams / voix additionnelles
- 2012 : The Walking Dead : Chuck / Logan / un étranger
- 2012 : Guild Wars 2 : Ferghun
- 2012 : Dishonored : Anton Sokolov
- 2013 : Poker Night 2 : Reginald Van Winslow
- 2013 : The Wolf Among Us : Ichabod Crane
- 2014 : La Grande Aventure Lego, le jeu vidéo (The Lego Movie Videogame) : voix additionnelles
- 2014 : La Terre du Milieu : L'Ombre du Mordor (Middle-earth: Shadow of Mordor) : Saroumane
- 2014 : Tales from the Borderlands : l'Etranger / le général Pollux / voix additionnelles
- 2015 : Lego Dimensions : Saroumane / Mojo Jojo
- 2015 : Fallout 4 : Lawrence Higgs / un scientifique
- 2016 : Star Ocean 5: Integrity and Faithlessness : Daril Camuze
- 2016 : Dishonored 2 : Anton Sokolov
- 2017 : Minecraft: Story Mode : White Pumpkin / voix additionnelles
- 2018 : Red Dead Redemption II : voix de piétons locaux

### Années 2020
- 2021 : Call of Duty: Black Ops Cold War : Ghostface
- 2021 : Call of Duty: Warzone : Ghostface
- 2023 : Mortal Kombat 1 : Ghostface (inclus dans le Kombat Pack n°2 sorti en 2024)